# Château de Beaurepaire
Le château de Beaurepaire est situé sur le territoire de la commune de Beaurepaire, dans le département de l'Oise.

## Historique
Le château de Beaurepaire est le plus ancien des environs de la forêt d'Halatte et sans doute aussi le plus pittoresque, succession de bâtiments disposés en équerre, d'une « harmonieuse complexité ». Du premier château médiéval du XIIIe siècle, ne subsistent guère plus qu'une cave et un escalier en colimaçon. Généralement, on peut distinguer entre une aile sud et une aile nord, qui ne sont toutefois pas homogènes. L'aile méridionale est celle que l'on aperçoit en se rapprochant du château par l'allée d'accès, depuis la grille d'entrée sur la route. Elle comporte en son centre un portail, jadis précédé d'un pont-levis. À côté, subsiste l'ancienne cuisine de 1425 (construite sous Mauroy de Saint-Ligier), intégrée après remaniement dans les bâtiments de la période 1577/1614 qui forment l'essentiel du château et sont dus à Pierre de Lameth, gouverneur de Creil, et sa femme Catherine du Plessis. Toutefois, le bâtiment entre la tour octogonale de 1577 à l'extrémité ouest et le corps central n'a été ajouté qu'en 1901, et le toit en dôme de la tour mentionnée ne date que de 1871/1884. L'aile septentrionale représente le corps de logis principal, et il se compose de deux bâtiments, dont celui du nord est plus bas et provient encore de la première reconstruction du château sous Adrien de Hénencourt, après 1510. En subsistent encore les fenêtres à meneaux d'origine. Ensuite, à l'extrémité nord, un curieux ensemble termine le château : une tourelle d'escalier, un pavillon carré sur la base d'une grosse tour ronde, et un autre pavillon carré en encorbellement sur une base plus petite. Reste à signaler une troisième aile au nord, démolie en 1809 en raison de sa vétusté,.
L'édifice est inscrit au titre des monuments historiques par arrêté du 29 décembre 1978.